# Monarcha castaneiventris
Monarcha castaneiventris là một loài chim trong họ Monarchidae.